# George Guțu
George Guțu (n. 16 martie 1944, Galați - d. 3 septembrie 2023, București) a fost un filolog român, profesor universitar titular în departamentul de germanistică din cadrul Facultății de Limbi și Literaturi Străine, Universitatea din București. De asemenea, a fost director al Centrului de Cercetare și Excelență „Paul Celan” și al Programului de Masterat „Strategii comunicaționale interculturale – literare și lingvistice”, inițiat de Catedra de Limbi și Literaturi Germanice impreună cu alte catedre din Facultatea de Limbi și Literaturi Străine. Activitatea sa didactică se baza pe istoria literaturii germane (iluminism, Sturm und Drang, clasicism, romantism), literatură germană și austriacă contemporană; literaturi de expresie germană din România; inter-referențialitate culturală în Europa Centrală și de Sud-est, îndeosebi în Bucovina, poetică, teoria literaturii,traductologie, istoria germanisticii și conducere de doctorate. Domeniile de cercetare erau - istoria literaturii germane; literatură comparată; literaturi de expresie germană din România; inter-referențialitate culturală; imagologie; istoria și estetica receptării; teoria și practica traducerii.

## Studii
George Guțu a studiat la liceul "Mihail Kogălniceanu" din Galați, având ca limbi străine rusa și germana. În anul 1963 a susținut examenul de bacalaureat și a devenit licențiat la Facultatea de Limbă și Literatură Română a Universității din București. Începând cu anul 1963, a studiat timp de două semestre la Universitatea din București, iar în anul 1964, a aplicat pentru o bursă a Ministerului Învățământului din România în țări socialiste. A urmat două semestre pentru pregătirea bacalaureatului german și a capacității pentru studii superioare în limba germană la Institutul "Herder" din Leipzig. În perioada 1965-1969 a urmat Studii de Germanistică și Științele Culturii la Universitatea din Leipzig. A realizat prima sa lucrare intermediară de diplomă cu titlul: "Zur Lyrik von Ingeborg Bachmann" ("Poezia lui Ingeborg Bachmann"), iar diploma de absolvire cu titlul: "Das Problem der 'Bographie' bei Max Frisch.(Unter gelegentlicher Bezugnahme auf Ingeborg Bachmanns Erzählungen)" ["Problema 'Biografiei' la Max Frisch (cu trimiteri ocazionale la epica lui Ingeborg Bachmann)"]. Anul 1969 a fost marcat de obținerea titlului de germanist cu diplomă, având calificativul "excelent"; împreună cu Sergio Bertocchi, Italia, cel mai bun student al promoției 1969; ca recunoaștere a acestei performanțe ambilor le este oferit câte un loc pentru studii doctorale la Universitatea din Leipzig. Abia în anul 1973 a început studii doctorale la distanță la Universitatea din Leipzig la prof. univ. dr. Walter Dietze, apoi la prof. univ. dr. Walfried Hartinger. Pe data de 14 octombrie, 1977 a susținut teza de doctorat - "Die rumänische Koordinate der Lyrik Paul Celans" ("Coordonata românească a poeziei lui Paul Celan").

## Cariera profesională
Carieră didactică universitară la Catedra de Limbi și Literaturi Germanice a Facultății de Limbi și Literaturi Străine începând cu anul 1978 când i se recunoaște titlul de doctor în filologie în România și obține prin concurs postul de lector universitar la Universitatea din București. Debutează ca lect. univ. dr. la Catedra de Limbi și Literaturi Germanice a Universității din București, iar în anul 1990 ocupă postul de conferențiar universitar la aceeași Catedră, urmând ca în anul 1993 să ocupe postul de prof. univ. pentru limba și literatura germană. Mai târziu, este ales ca membru al Societății "Goethe" din Weimar, iar în perioada august-septembrie este bursier al Societății "Goethe" din Weimar. În ianuarie 2004, a fost reales în funcția de șef al Catedrei de Limbi și Literaturi Germanice a Universității din București. . Perioada 1 octombrie 2004 – 31 iulie 2005 a fost marcată de titularizarea pe postul de profesor și titular al Catedrei "Elias Canetti" pentru Studii Interculturale Sud-est europene a Universității Europene Viadrina din Frankfurt, Oder, Germania.Din octombrie 2006 - decembrie 2006 a fost profesor asociat la Institutul de Germanistică și la Institutul de Romanistică ale Universității „La Sapienza“ din Roma. În 2007, ca inițiator, întemeietor și director al Centrului de Cercetare și Excelență "Paul Celan" al Catedrei de Limbi și Literaturi Germanice a Universității din București.. De-a lungul anilor 2010-2011, a debutat ca inițiator și director al Programului interdisciplinar internațional de Masterat "Strategii comunicaționale interculturale - literare și lingvistice", promovat de Catedra de Limbi și Literaturi Germanice în colaborare cu Departamentele de Romanistică, Limbi Clasice, Slavistică și Canadiană din Facultatea de Limbi și Literaturi Străine a Universității din București. Următorul an, a fost profesor oaspete la Facultatea de Științele Culturii a Universității Europene "Viadrina" din Frankfurt,Oder la un seminar special: "Interculturalitate transfrontalieră în Bucovina". George Guțu este bursier al Ministerului Învățământului din România, al Institutului "Goethe", München, al DAAD, Bonn, al Österreich-Kooperation, Viena, al Societății Austriece pentru Literatură, al Societății "Goethe" din Weimar, al Societății "Manès Sperber", Viena, al programelor "Erasmus", "Socrates" și "Leonardo da Vinci".

### Membru în:
- Membru al Uniunii Scriitorilor din România; [6]
- Membru fondator al Institutului pentru Istoria și Cultura Germanilor din Sud-estul Europei al Universității "Ludwig Maximilian" din München;
- Președinte al Societății Germaniștilor din România (S.G.R/GGR;
- Președinte al Societății Goethe din România;
- Din 2007: Membru al bordului științific al revistei "Analele Universității din București - Seria Limbi și Literaturi Străine" ISSN: 1220-0263;
- Din 2008: Membru al bordului științific al periodicului "Futark. Revista de Investigacion y Cultura" din Sevilla (Spania) ISSN: 1886-9300; Recenzent științific (peer review) al revistei "Analele Universității 'Spiru Haret' din București" - Seria Filologie";
- Din 2009: Membru al bordului de referenți științifici (peer review) al publicației "Germanistische Beiträge" din Sibiu ISSN: 1454-5144;
- Din 2010: Membru al bordului de redacție al publicației "Analele Universității din București. Seria Limbi și Literaturi Străine", ISSN: 1220 - 0263; Membru al bordului științific al publicației "Kronstädter Beiträge zur germanistischen Forschung" din Brașov;
- 2009-2010: Membru al Consiliului Științific internațional de organizare și desfășurare a Bienalei și Festivalului de Traducere Europa Spazio di Traduzione, organizat de pUniversitatea l'Orientale din Neapole, cu participarea și a Centrului de Cercetare și Excelență "Paul Celan" al Universității din București; Organizator și moderator al Mesei Rotunde "Vita e vitalità delle 'lingue minori'";
- Din 2011: Membru al Comitetului Director al "Institut zur Erforschung und Förderung regionaler und transnationaler Kulturprozesse" (INST, Viena)[7];  Membru de onoare al Societății "Simion C. Mândrescu" din România.

### Premii și distincții
- Octombrie 2006: Diploma de Onoare „Virtute et Sapientia“ a Universității din București „pentru performanțe excelente în cercetare pe anul 2005“;
- Iulie 2011: Decorat cu Ordinul Meritul Cultural în rang de Cavaler al Președinției României;
- Martie 2012: Decorat cu Crucea Austriacă de Onoare pentru Știință și Artă. [8]

## Selecție din cărțile publicate
George Guțu s-a remarcat prin  numeroase publicații științifice precum cărti, studii, recenzii sau rapoarte. 
- 1986 "Abriß der Geschichte der rumäniendeutschen Literatur. Teil I: Von den Anfängen bis 1918 – Spezialvorlesung" Tipografia Universității din București;
- 1990 "Die Lyrik Paul Celans und der geistige Raum Rumäniens";
- 1992 Inițiativa de înființare a revistei de specialitate a S.G.R., " Zeitschrift der Germanisten Rumäniens";
- 1994 Traducere "Dans în lanțuri", Hans Bergel;
- 1994 "Die Lyrik Paul Celans und die rumänische Dichtung der Zwischenkriegszeit";
- 1995 Traducere "Lupul de stepă", Hermann Hesse, ediții 1995 / 2005 / 2006;
- 1996 Traducere "Siddhartha. O poemă indiană", Hermann Hesse, ediții 1996 / 2005 / 2006;
- 1997 Seria de carte "GGR-Beiträge zur Germanistik", volumul 1 "Beiträge zur Geschichte der Germanistik in Rumänien";
- 1997 "Germanistik an Hochschulen in Rumänien. Verzeichnis der Hochschullehrerinnen und Hochschullehrer";
- 1998 Traducere "Când vin vulturii", Hans Bergel;
- 1998 Traducere "Liniștea de după lovitura de secure", Matthias Buth;
- 2001 "Geschichte der deutschen Literatur. Textanthologie. Bd. I:  Ältere deutsche Literatur";
- 2002-2010 "transcarpathica germanistisches jahrbuch rumänien";
- 2002 Traducere "Vis cu ochii deschiși. Poeme.", Rose Ausländer;
- 2002 Traducere "Ecouri răzlețe", Hans Dama;
- 2005 Traducere "Episcop în România într-o epocă a conflictelor naționale și religioase", Raymund Netzhammer;
- 2005 Traducere " Antichitățile creștine din Dobrogea", Raymund Netzhammer;
- 2009 "Geschichte der deutschen Literatur. Textanthologie. Bd. II: Humanismus. Reformation. Barock (1400-1700)";
- 2009 Traducere "Scrisori către Wolfgang Kraus 1971-1990", Emil Cioran;
- 2010 Traducere "Din România. Incursiuni prin această țară și istoria ei", Raymund Netzhammer.[9]

## Cărți publicate în colaborare
- 2002 "Stundenwechsel. Neue Perspektiven zu Alfred Margul-Sperber, Rose Ausländer, Paul Celan, Immanuel Weissglas (GGR-Beiträge zur Germanistik)", în colaborare cu Martin Hainz, Andrei Corbea-Hoisie;
- 2003 "Kindheit: Fragment einer Autobiographie (Bukowiner Literaturlandschaft)", în colaborare cu Doris Rosenkranz;
- 2005 " Interkulturelle Grenzgänge. Akten der Wissenschaftlichen Tagung des Bukarester Instituts für Germanistik zum 100. Geburtstag", în colaborare cu Doina Sandu;
- 2007 "Fremde Arme – arme Fremde. „Zigeuner” in Literaturen Mittel- und Osteuropas", în colaborare cu Herbert Uerlings, Iulia-Karin Patrut;
- 2008 "Minderheitenliteraturen – Grentzerfahrung und Reterritorialisierung. Festschrift für Stefan Sienerth", în colaborare cu Ioana Crăciun-Fischer, Iulia-Karin Patrut;
- 2009 ""...dass ich in der Welt zu Hause bin." Hans Bergels Werk in sekundärliterarischem Querschnitt", în colaborare cu Mariana Lăzărescu, Raluca Rădulescu;
- 2009 "Sprachheimat: Zum Werk von Dieter Schlesak in Zeiten von Diktatur und Exil", în colaborare cu Jürgen Egyptien;
- 2011 "Die Buche: Eine Anthologie deutschsprachiger Judendichtung aus der Bukowina", în colaborare cu Alfred Margul-Sperber, Peter Motzan, Stefan Sienerth;
- 2012 "Ost-West-Identitäten und -Perspektiven.: Deutschsprachige Literatur in und aus Rumänien im interkulturellen Dialog (Veröffentlichungen des Instituts ... der Ludwig-Maximilians-Universität München)", în colaborare cu Ioana Crăciun-Fischer, Sissel Laegreid, Peter Motzan;
- 2015 "Kindheit - Hörbuch, 6 Audio-CDs: Fragment einer Autobiographie (Bukowiner Literaturlandschaft", în colaborare cu Moses Rosenkranz;
- 2015 "Briefe an Alfred Margul-Sperber: (1930-1963) mit autobiographischen sowie literaturkritischen Dokumenten (Bukowiner Literaturlandschaft)", în colaborare cu Moses Rosenkranz, Jürgen Kostka;
- 2016 "Jugend - Hörbuch, MP3-CD: Fragment einer Autobiographie (Bukowiner Literaturlandschaft)", în colaborare cu Moses Rosenkranz, Matthias Huff, Jürgen Kostka, Nikolaus Paryla.[10]

## Alte activități culturale
- 1990: Inițiativa de înființare a Societății Germaniștilor din România ("S.G.R.; Gesellschaft der Germanisten Rumäniens, GGR") ca o continuare a tradiției din perioada interbelică;
- 1997: Inițiativa și realizarea paginii de Web a S.G.R. (printre primele din Europa în domeniu) și permanenta ei actualizare;
- 1998: Inițiativa și înființarea Societății "Goethe" din România ("Goethe-Gesellschaft in Rumänien"); alegerea în funcția de președinte al acesteia;
- 1999: Inițiativa și organizarea de către Societatea "Goethe" din România a Simposionului internațional dedicat împlinirii a 250 de ani de la nașterea lui Johann Wolfgang Goethe în colaborare cu Academia Română, S.G.R., Ministerul Culturii din România și Societatea Goethe din Weimar;
- 2002: Inițiativa și organizarea Simposionului internațional "Rose Ausländer" la București;
- Decembrie 2006: Coorganizator al festivităților jubiliare dedicate celei de a 15-a aniversări a întemeierii Bibliotecilor Austria din România și Bulgaria la Viena, în colaborare cu Ambasada României la Viena și Ministerul Afacerilor Externe al Austriei;
- 2008-2010: Co-inițiator și Coordonator din partea Centrului de Cercetare și Excelență "Paul Celan" a proiectului internațional european de parteneriat "Leonardo da Vinci" de Comunicații Interculturale, aprobat și finanțat de Uniunea Europeană, cu participarea universităților din București, München, Debrețin și Velico Târnovo. [11]

## Cariera politică
- 1969 (toamnă) - 1970 (vară): Referent la Ministerul Afacerilor Externe, din proprie inițiativă;
- 1994: Inițiativa, organizarea și derularea celui de al III-lea Congres Internațional al Germaniștilor din România (16-19 Mai 1994, Neptun) după o întrerupere de 62 de ani a tradiției acestor congrese începută în perioada interbelică;
- 1997: Inițiativa, organizarea și derularea celui de al IV-lea Congres Internațional al Germaniștilor din România (2-5 mai 1997, Sinaia);
- 2000: Inițiativa, organizarea și derularea celui de al V-lea Congres Internațional al Germaniștilor din România (22-25 mai 2000, Iași);
- 2003: Inițiativa, organizarea și derularea celui de al VI-lea Congres Internațional al Germaniștilor din România, (26-29 mai 2003, Sibiu);
- 2006: Inițiativa, organizarea și derularea celui de al VII-lea Congres Internațional al Germaniștilor din România, (22-25 mai 2006, Timișoara) ;
- 2009: Inițiativa, organizarea celui de al VIII-lea Congres International al Germaniștilor din România, 25-28 Mai 2009, Cluj-Napoca). [12]